# Korkis, Finland
För andra betydelser, se Korkis.
Korkis är en ö i Finland. Den ligger i Skärgårdshavet och i kommunen Pargas i den ekonomiska regionen  Åboland i landskapet Egentliga Finland, i den sydvästra delen av landet. Ön ligger omkring 40 kilometer sydväst om Åbo och omkring 180 kilometer väster om Helsingfors.
Öns area är 3,8 hektar och dess största längd är 270 meter i öst-västlig riktning. Närmaste större samhälle är Nagu, 18,0 km sydost om Korkis.